# 美国制服部队
美国制服勤務部队（英語：Uniformed services of the United States）指的是美利坚合众国所拥有的八支联邦制服勤務部队。它根据美国法典第10卷任命军官，随后又根据美国法典第10卷、第14卷、第32卷和第42卷进行组织和构成。

## 制服勤務部队
美国联邦政府所辖八支制服勤務部队按照优先权排序如下：
1. 美国陆军
2. 美国海军陆战队
3. 美国海军
4. 美国空军
5. 美国太空军
6. 美国海岸警卫队
7. 美国公共卫生服务军官团
8. 美國國家海洋暨大氣總署軍官團

每支制服勤務部队都受美国联邦行政部门及对应的文职内阁阁员管理。

## 管理机构

### 美国国防部
- 美国陆军部
  - 美国陆军（英語：United States Army）：1775年6月14日
- 美国海军部
  - 美国海军陆战队（英語：United States Marine Corps）：1775年11月10日
  - 美国海军（英語：United States Navy）：1775年10月13日
- 美国空军部
  - 美国空军（英語：United States Air Force）：1947年9月18日
  - 美国太空军（英語：United States Space Force）：2019年12月20日

美国国防部内部的优先顺序由“国防部指令1005.8”决定，而并非由美国国会创建的日期决定。

### 美国国土安全部
- 美国海岸警卫队（英語：United States Coast Guard）：1790年8月4日

在1967年之前，海岸警卫队归美国财政部管辖；1967年至2002年期间，海岸警卫队归美国交通部管辖；2002年之后，海岸警卫队归美国国土安全部管辖。但是在战争期间，其管辖权可以转移至美国国防部下的海军部。

### 美国卫生及公共服务部
- 美国公共卫生服务军官团（英語：United States Public Health Service Commissioned Corps）：1889年1月4日

该军官团由美国军医总监领导。

### 美国商务部
- 美國國家海洋暨大氣總署軍官團（英語：NOAA Commissioned Officer Corps）：1917年5月22日

美国国家海洋和大气管理局军官团于1917年5月22日成立，最初的名称为“美国海岸与地理测绘军团（United States Coast and Geodetic Survey Corps）”，隶属于美国海岸与地理测绘局。1965年7月13日，该军团从美国海岸与地理测绘局转移至环境科学服务管理局，并因此改名为“环境科学服务管理局军官团”。当环境科学服务管理局在1970年10月3日废除并成立美国国家海洋和大气管理局后，“环境科学服务管理局军官团”也改名为“美国国家海洋和大气管理局军官团”。虽然该军团的名称历经三次变革，但其一直是美国商务部的一部分。

## 法定定义
美国联邦八支制服勤務部队的法定定义依据为10 U.S.C. § 101(a)(5)。
“制服勤務部队”的定义为——
1. 軍隊；
2. 隶属国家海洋和大气管理局的军官团；
3. 以及隶属卫生及公共服务部的军官团。

构成美军的六支制服勤務部队则由10 U.S.C. § 101(a)(4)定义。
“軍隊”包括陆军、海军、空军、海军陆战队、太空军和海岸警卫队。

## 美軍
美国六支制服勤務部队属于美军，其中五支属于美国国防部管辖；而美国海岸警卫队则归美国国土安全部管辖，并且海岸警卫队具有军事和执法双重职能。美国法典第14卷指出，海岸警卫队在任何时候都是軍隊的一部分，因此它成为唯一一支不归国防部管辖的军事力量。但是在宣战状态下，美国总统或国会可指示海岸警卫队交由海军部运作。美国公共卫生服务军官团和美国国家海洋和大气管理局军官团也遵照军法运作，但并不完全适用《统一军法典》；惟有上述两支制服勤務部隊在行政命令下军事化，或在其细节等同軍隊时方可。
美軍預備役部隊的全体成员都是美軍部隊的预备役军人。美国陆军国民警卫队和美国空军国民警卫队分別是美国陆军和美国空军的预备役部队。国民警卫队根据美国法典第32卷及州政府授权而成立，国民警卫队起源于1607年在当时的弗吉尼亚殖民地成立的民兵部队，由陆军或空军的一位四星上将担任部门最高管理者。在联邦政府的指挥和控制下，国民警卫队将全权交由聯合作戰司令部下轄的11個地域型司令部（Geographic Combatant Commander）或功能型司令部（Functional Combatant Commander）负责。美国国民警卫队作为美国陆军和美国空军的预备役部队，可以在战时或国家紧急状态的情况下，由联邦政府征召为现役部队。

## 非军事制服勤務部队
- 美国公共卫生服务军官团是隶属于美国公共卫生局的一支全由專業軍官組成人事体系，而公共卫生局从属于美国卫生与公共服务部。

- 美国国家海洋和大气管理局军官团（英语：NOAA Commissioned Officer Corps）是隶属于美国国家海洋和大气管理局的制服部队，而该部门从属于美国商务部。

美国公共卫生服务军官团与美国国家海洋和大气管理局军官团的成员通常穿着的制服与美国海军或海岸警卫队的制服相同，但是制服上的领花、徽章、纽扣等细节表明了它们的特殊性。军官团成员的薪资福利与武装部队同军衔同梯次成员相同。此外，美国公共卫生服务军官团还受到《美国服役军人就业与复业权利法案》和《美国服役人员民事救助法案》（以前称《士兵与水兵民事救济法》）的保护。同时，所有七支制服勤務部队成员都要受到美國法典第10编 § 第1408節，即《服役人员前配偶保护法案（Uniformed Services Former Spouses Protection Act）》的约束。
公共卫生服务军官团与国家海洋和大气管理局军官团仅由军官组成，并没有准尉或士官兵等军衔。虽然军官团为非军事制服勤務部队，但是可以在某些时候经由总统下令转为军事化。由于他们是军官，因此如果交战时被敌军捕获，他们是可以根据《日内瓦公约》而享受战俘待遇。美国国家海洋和大气管理局的前身美国海岸与地理测绘局最初在“美国海岸与地理测绘军团”使用军官作为测绘人员的缘由是当他们在战场从事调查工作时被捕，他们可以依据《武装冲突法》而不被视为间谍被审判或处刑。
1965年7月13日，环境科学服务管理局成立后，“美国海岸与地理测绘军团”改名为“环境科学服务管理局军官团”。而当1970年10月3日成立美国国家海洋和大气管理局后，“环境科学服务管理局军官团”也改名为“美国国家海洋和大气管理局军官团”。美国公共卫生服务军官团的成立可以追溯到依据美国国会在1798年通过的《患病或残疾海员救济法案》而成立的“海员医院系统”；1871年起，该组织转变为军事组织模式。

## 備註
1. ↑  中華民國國防部新編國軍簡明美華軍語辭典將 uniformed services 譯為制服勤務單位，Uniformed services of the United States 譯為美利堅合眾國制服勤務部隊